# Carter Smith

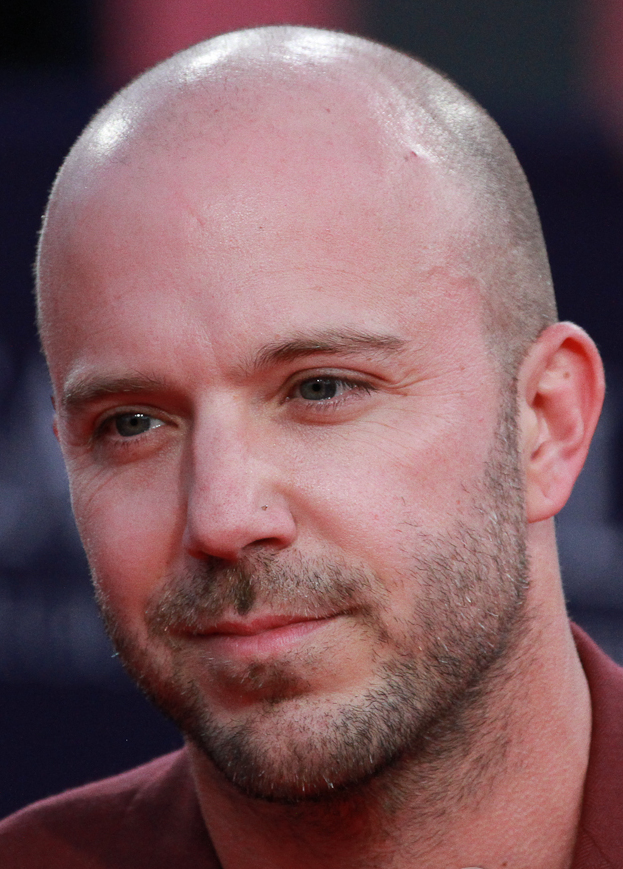
Carter Smith, 2014

Carter Smith (* 6. September 1971 in Bowdoinham) ist ein amerikanischer Fotograf, Filmregisseur und Drehbuchautor. 

## Leben und Karriere
Smith stammt aus Bowdoinham in Maine. In der Nachbarstadt Topsham besuchte er bis 1989 die Mt. Ararat High School. Danach ging er zunächst auf das Fashion Institute of Technology in New York City für Modedesign, entschied sich aber stattdessen schnell für eine Karriere in Modefotografie. Er fotografierte beispielsweise für die Zeitschriften Vogue und GQ und drehte Werbekampagnen für Lancôme, Tommy Hilfiger und Tiffany’s.
Nachdem Smith die Kurzgeschichte Bugcrush von Scott Treleaven gelesen hatte, entschied er, dass er diese Erzählung um Teenager-Homosexualität und Tabuverhalten umsetzen könnte und verfilmte sie an der Mt. Ararat High School. Der Kurzfilm Bugcrush (deutscher Titel: Der Kuss des Käfers) gewann 2006 beim Sundance Film Festival einen Jurypreis. Dass Steven Spielberg den Film dort sah und lobte, führte dazu, dass DreamWorks Pictures sich von Smith überzeugen ließ, ihn für sein Spielfilmdebüt Ruinen als Verfilmung des Romans Dickicht von Scott Smith zu engagieren.
Neben der Modefotografie und weiterer Regiearbeit an queeren Filmen wie Jamie Marks Is Dead und der Episode Mitternachtskuss der Horroranthologieserie Into the Dark entwickelte Smith über Jahre auch eine Fotoreihe männlicher Körper namens All the Dead Boys als Kombination queerer Angst und Erotik mit Body Horror. Unter demselben Namen gründete er ein Produktionsunternehmen, dessen erster Film  war Swallowed.

## Persönliches
Smith ist offen homosexuell und bezeichnet sich „eher als Filmemacher, der schwul ist, denn als schwuler Filmemacher.“ Er benennt Horror als sein Lieblingsgenre und den Regisseur David Cronenberg, der insbesondere für Body-Horror bekannt ist, als Einfluss und Favoriten.

## Filmografie
- 1998: Me and Max (Kurzfilm – Regie)
- 2006: Der Kuss des Käfers (Bugcrush, Kurzfilm – Regie, Drehbuch)
- 2008: Ruinen (Ruins, Spielfilm – Regie)
- 2011: Yearbook (Kurzfilm – Produktion)
- 2014: Jamie Marks Is Dead (Spielfilm – Regie, Drehbuch)
- 2018: Sucker (Kurzfilm – Regie, Drehbuch, Produktion)
- 2019: Into the Dark (Fernsehserie, Episode 2x04 Mitternachtskuss – Regie)
- 2022: Swallowed (Spielfilm – Regie, Drehbuch, Produktion)
- 2023: The Passenger (Spielfilm – Regie)

## Auszeichnungen und Nominierungen
- Sundance Film Festival
- 2006: Auszeichnung für Der Kuss des Käfers mit dem Short Filmmaking Award
- 2011: Nominierung für Yearbook für den Short Filmmaking Award
- 2014: Nominierung für Jamie Marks Is Dead für den Grand Jury Prize

- 2007 Outflix Film Festival: Auszeichnung für Der Kuss des Käfers mit dem Jury Award als Bester Kurzfilm
- 2007 IndieLisboa: Auszeichnung für Der Kuss des Käfers mit dem Onda Curta Award
- 2014 Festival des amerikanischen Films: Nominierung für Jamie Marks Is Dead für den Grand Special Prize